# 罗贝尔·林策勒
罗贝尔·林策勒（法語：Robert Linzeler，1872年3月7日—1941年1月25日），法国男子帆船运动员。他曾代表法国参加1900年夏季奥林匹克运动会帆船比赛，获得二枚银牌。他于1941年在巴黎去世。